# Історія Горлівки

Пам'ятник Петру Горлову у Горлівці

## Перші поселення

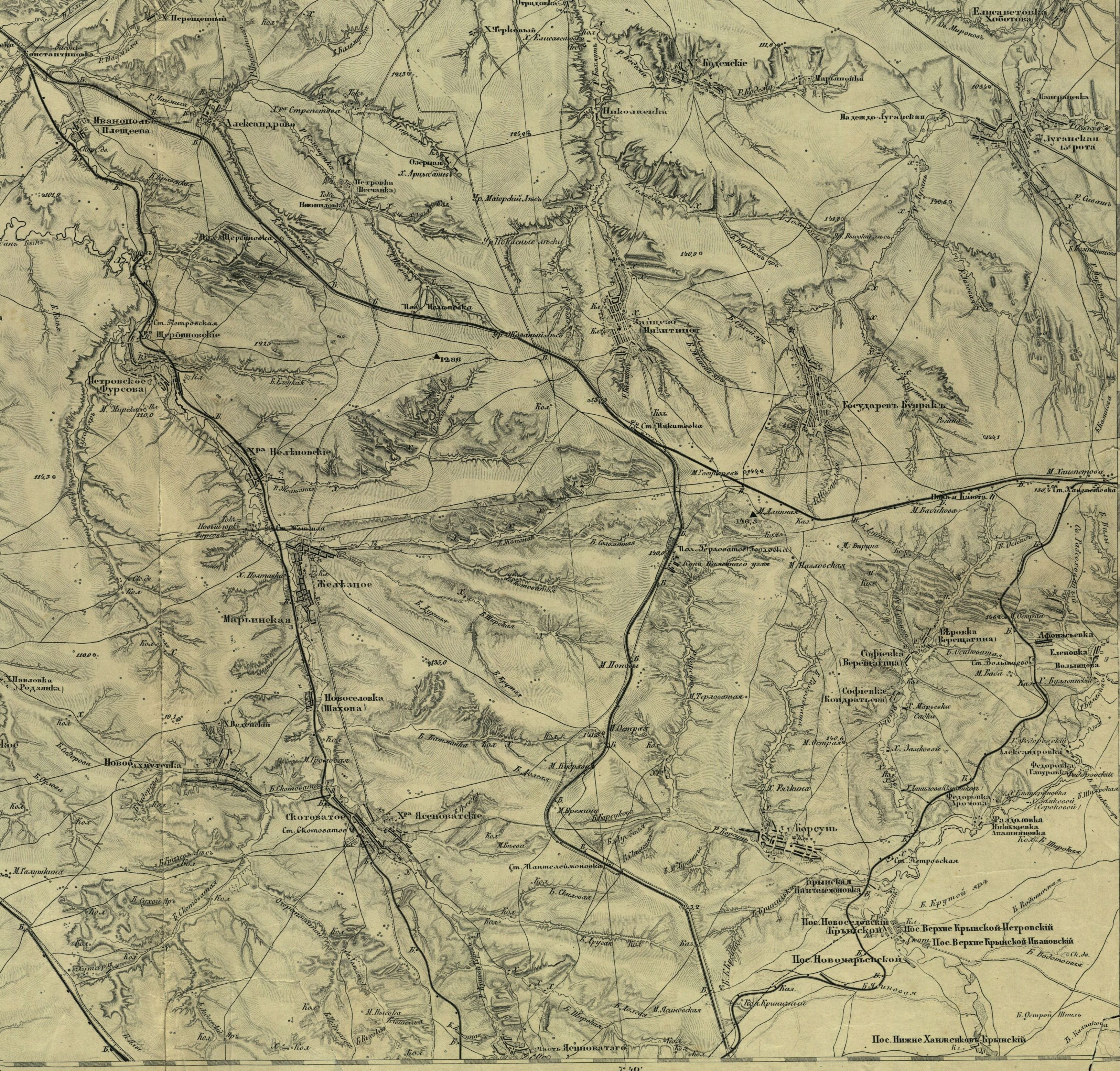
Округа Горлівки на мапі Шуберта у 2-ій половині 19 сторіччя

Перші поселення в місцевості Горлівки постали на початку XVIII століття, тоді запорозькими козаками та селянами-втікачами були засновані хутори уздовж річок Корсунь, Залізна й Кодима. Для укріплення кордонів Російської імперії царський уряд формує у другій половині XVIII століття слов'яносербські селищні полки, до складу яких входять емігранти з Австро-Угорщини — серби, хорвати, словенці, а також українські й російські селяни й козаки. Полки ділилися на роти, які заснували окремі поселення на території сучасної Горлівки.
У 1707 році виникає село Государевий Буєрак (тепер — територія міста). У 1776 році зимовники і хутори в балці Сухий Яр і в урочищі Жеваний Ліс злилися в слободу Зайцеве, південну частину якої назвали Микитівка, на честь видатного містянина — Микити Дев'ятилова. У 1795 році в селі Государевий Буєрак і слободі Зайцеве (обидва входять сьогодні до складу сучасної Горлівки) налічувалося 6514 осіб, у слободі Залізна в 1884 році — 3529 жителів. В 1800–1805 роках утворюються хутори Щербиновський, Неліповський, виникає слобода Залізна — заселяють її переважно переселенці з Харківської губернії. На початку XIX століття тут було відкрито поклади вугілля, з'явилися селянські дрібні шахти.

## Заснування

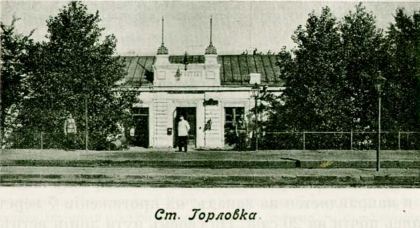

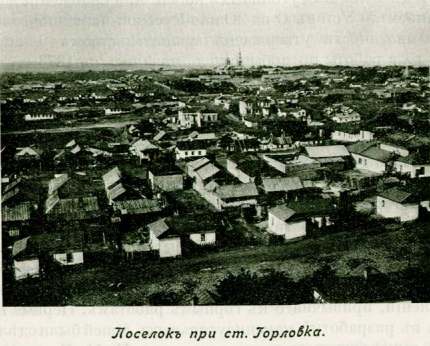

Офіційною датою заснування є 1779 р. Перша назва міста Государів Посад. Перейменоване на честь інженера Петра Миколайовича Горлова, в 1869 році.
З початком будівництва Курсько-Харківсько-Азовскої залізниці в 1867 році було засновано робітницьке селище, що й було названо на честь гірського інженера П. М. Горлова. Були побудовані бараки для робітників, майстерня й інші споруди. Одночасно почався промисловий видобуток вугілля: в 1871—1874 роках був побудований рудник «Корсунська копанка № 1» (за радянської доби перейменована шахта «Кочегарка»), що складалася із двох шахт. Це було найбільше на той час підприємство вугільної промисловості Донбасу. В 1879 році на ньому працювало більше тисячі чоловік, було добуто близько 80 тис. тонн вугілля. В 1889 році засноване «Товариство південноросійської кам'яновугільної промисловості», що добуває 42 млн. пудів вугілля й 12 млн пудів коксу.

В 1879 році відкрите родовище кіноварі, до 1886 року з'явилася шахта з видобутку кіноварі й завод з виробництва ртуті, що дав першу в Росії ртуть. В 1889 році збудовано рудник № 5 «Альберт». В 1897 побудована шахта № 7 «Альфред». А в 1897 році побудований машинобудівний завод, навколо якого з'явилося робітницьке селище на 3 000 мешканців. Навколо Горлівки будувалися інші підприємства (машинобудівні, алебастрові, цегельні, цементний заводи) зі своїми селищами, які поступово зливалися.
В 1890 році в центрі міста відкрито «Клуб-театр зборів службовців», де виступали приїжджі артисти, а також силами місцевої інтелігенції ставилися самодіяльні спектаклі, проводилися вечори відпочинку. В 1898 році в Горлівці проживало 7 000 осіб. У грудні 1905 року відбулося Горлівське збройне повстання — найбільше в Україні робітницьке збройне повстання проти самодержавства.
В 1913 році у Горлівці працювали 50 підприємств із загальною чисельністю зайнятих 13 тис. чоловік. Населення Горлівки, що мала статус заштатного міста, становило понад 30 тис. осіб. У центрі стояли будинки власників підприємств й інженерно-технічних працівників, кілька десятків казарм і типові трьохвіконні будинки, які були розміщені на 18 лініях по 70 будинків. Близько 10 тис. робітників проживали в напівземлянках, сараях і літніх кухнях. Були 3 лікарні на 80 ліжок, 2 церковнопарафіяльних, 4 заводських й 10 двокласних земських шкіл, штейгерська школа (готувала штейгерів, маркшейдерів і машиністів підйому), клуб-театр, кінотеатр («Клуб-кінотеатр „банакер“» на 300 місць, з 1914 року).
27 лютого (13 березня) 1917 року на Корсунській копальні № 1 аварія, унаслідок якої загинуло 33 особи.

## Українські визвольні змагання
28 лютого в Горлівці, пройшла перша демонстрація вона була зі знаменами та іконами. Втім, це не завадило тим самим горлівцям на одному з мітингів спалити прапор російської націоналістичної організації «Спілки істинно руських», що зберігалося в затишному куточку в церкві.
Після того як стало відомо про лютневий перевороті, в Горлівці був створення Комітету громадської безпеки на чолі з заводським інженером Яцинічєм (кадет). За підтримки меншовиків та есерів Яцинич виступив в тимчасовому комітеті проти роззброєння поліції, як заходу, здатного призвести до суспільних безладів, або пропонував роззброїти тільки поганих «поліцейських, а хороших» залишити на місцях.
Згодом Горлівка стає частиною Української Народної Республіки в складі адміністративно-територіальної одиниці Половецька земля з центром у Бахмуті. У грудні 1917 року, просуваючись від Таганрога на північ, по залізниці на Горлівку, білий партизанський загін осавула Черенцова 9 числа налетів на Макіївку, розгромивши місцеву раду і утихомиривши робочих Макіївського рудничного району. В ході Першої радянсько-української війни, в середині грудня радянські війська окуповують низку міст Донбасу: Луганськ, Горлівку, Макіївку, Краматорськ, Дружківку, Костянтинівку, Маріуполь, Алчевськ, Лозово-Павлівку та Дебальцево. Більшовики включили Горлівку до складу маріонеткового режиму Донецько-Криворізької республіки.

23 квітня 1918 головнокомандувач 3-ї армії РСЧА Чакванай вислав з Горлівки ненадійні для більшовиків частини до Луганська. Навколо міста і селищ була створена лінія оборони: Олександрівка, Іванопілля, Олександрово, Зайцеве, Климовські хутора. 24 квітня 1918 частини Слов'янської групи військ УНР під командуванням генерала Володимира Сікевича підійшли до околиці Горлівки і зупинилися на відпочинок в одній з балок. У напрямку до Горлівки був висланий розвідувальний загін на чолі з хорунжим Бабенко. Вночі розвідка донесла, що більшовики знають розташування Слов'янської групи та чекають її наступу, і збираються на світанку кіннотою чисельністю тисячі вершників вдарити по позиції козаків. Тільки почало світати, кіннота під командуванням Ляховича виступила на зустріч більшовицький кінноті з криками:                                     
За Україну! За її свободу! За славу козацьку!
Бій тривав півгодини, кіннота більшовиків відступила. Розгромивши ворожу кінноту, козаки оточили з усіх боків ліве крило ворожих позицій і продовжували переслідування. Відразу після початку бою була пошкоджена залізниця, що завадило противнику відступити потягами. Почалася артилерійська перестрілка. Бій ще тривав на Ртутному заводі. Сікевич вислав туди підкріплення дорошенківців і за короткий час ворог вивісив білий прапор. 26 квітня, отримавши підкріплення, червоноармійці за підтримки артилерії почали наступати на позиції української армії, яка перебувала на станції Микитівка. Група Сікевича разом з союзними німецькими військами контратакувала противника. Після тригодинного бою червоноармійці відступили, козаки захопили багато вагонів з майном артилерії і кулеметами. 27 квітня 6-та сотня Дорошенківського полку, яка перебувала на правому крилі німецьких частин, відбила атаку червоноармійців, які глибоко обійшли це крило. На чолі з сотником Коваленко вони розбили більшовиків, при цьому 26 вояків противника було вбито, 9 – взято в полон, захоплено багато кулеметів. Переслідуючи противника, козаки увірвалися в Горлівку і захопили потяги, які були готові до від'їзду.
Протягом Другої радянсько-української війни Горлівка знову опиняється під більшовицькою окупацією та остаточно устатковується під нею.

## Радянські роки
В 1925 році із шахтних і заводських селищ був створений районний центр Горлівка з населенням 27,3 тис. осіб (із селищами — 40,5 тис. жителів). У той час шахтами Горлівки добувалося 2,2 млн тонн вугілля на рік. У роки індустріалізації (кінець 20-х — початок 30-х років) у Горлівці проходила реконструкція старих і з'являлися нові підприємства, велося велике промислове будівництво: в 1928 році — коксохімічний завод, в 1932 році — шахта імені Румянцева, в 1933 році — шахта «Кочегарка», у квітні 1933 року — Азотно-туковий завод імені Серго Орджонікідзе, у тому ж році — найбільший у світі цех з виробництва врубових машин (3 тис. штук на рік) на машинобудівному заводі. В 1941 році стала до ладу найбільша в Донбасі шахта № 4-5 «Микитівка».
В 1929 році на базі колишнього штейгерського училища створено гірничий технікум. В 1932 році Горлівка стала містом.

пам'ятник Микиті Ізотову

До 1940 року в місті працювали 10 заводів, 13 шахт із загальним річним видобутком 7,2 млн тонн вугілля, проживало 181,5 тис. жителів. Напередодні Німецько-радянської війни населення Горлівки становило 181 тис. жителів, площа — 100 км². Були споруджені новий водопровід і каналізація, друкарня, фабрика-кухня, поштамт, універмаг, дві лазні, готель, стадіон. В 1932 році прокладена перша трамвайна лінія довжиною 8 км, що з'єднала селища шахт № 1 й № 5. Населення обслуговували 6 лікарень, 3 пологових будинки, дитячий санаторій, 3 станції швидкої допомоги, 54 дитячих садка, 68 шкіл, 22 Палаци культури й клуби, 25 бібліотек. На початку 30-х років відкрилися медрабфак, робітфак мистецтв, фабрично-заводське училище громадського харчування, відділення Вищих інженерно-технічних курсів і Промакадемії, школа тваринників і городників.
Окупація міста Німецькими військами під час Німецько-радянської війни тривала з 29 жовтня 1941 по 5 вересня 1943.
До 1950 почали працювати водопровідна, електрична, каналізаційна мережі. Були відновлені всі школи. У післявоєнні роки в місті побудовані нові житлові мікрорайони віддалені від промислових підприємств, поліпшене водопостачання, реконструйована каналізаційна мережі. Були відновлені всі школи й дошкільні установи, 11 палаців культури й клубів, 7 парків культури й відпочинку. В 1954 році з Білої Церкви до Горлівки переведено педагогічний інститут іноземних мов. До 1955 в місті проживало 204,000 мешканців. В 1956—1958 в Горлівці введені в дію 6 шахт, ремонтно-механічний, 3 бетонні й деревообробний заводи, 11 великих цехів. З 1959 працює художній музей. В 1959-1965 побудовані, реконструйовані й розширені 18 підприємств, у тому числі в грудні 1963 введена в дію шахта імені Гагаріна. До 1979 в місті налічувалося 337,000 мешканців.

## Незалежна Україна

### Кінець XX — початок XXI століття
Після розпаду СРСР чисельність міста почала стрімко зменшуватись – багато підприємств закривалися, люди втрачали роботу й змушені були їхати туди, де вона була. Важливим фактором була екологія, що спровокувала високу смертність. Вона випереджала народжуваність в 1,2 рази, а Горлівка стала одним з сумних лідерів України по числу випадків захворювання на рак.
У 2011 році на хімзаводах Горлівки сталися чотири великі аварії, в 2012-му – п'ять. За це ці порушення хімзаводи «Стирол» і «Тор Альянс» заплатили в цілому 73 тисяч гривень штрафу.
6 серпня 2013 року стається аварія на підприємстві «Стірол», що забрала 6 життів, кілька десятків людей суттєво постраждали та отримали опіки, викиди аміаку потрапили в атмосферу (600 кілограмів) й отруїли рештки чистого повітря в Горлівці. Того ж року екологи визнали Горлівку найбруднішим містом країни. На той час власником заводу був олігарх Дмитро Фірташ, що монополізував ринок хімічних добрив в Україні за часи президентства Віктора Януковича. На момент аварії в цеху перебувало близько 100 осіб. Аварійно-рятувальна служба концерну упродовж 20—30 хвилин ліквідувала поломку, яка стала причиною викиду. Працівників заводу вивезли у безпечне місце на вантажівках, для чого знадобилось кілька поїздок. За першою інформацією загинуло 2 осіб і ще троє постраждали Пізніше стало відомо, що внаслідок аварії загинуло п'ятеро осіб, а кількість постраждалих становила від 9 до 11 осіб. Загинули бригадир-монтажник, 3 монтажники та електрогазозварник Згодом стало відомо, що постраждало 20 осіб, які були госпіталізовані до двох міських лікарень, оскільки отруїлися випарами аміаку та отримали опіки дихальних шляхів. Загалом за медичною допомогою того дня звернулись 23 особи, 22-х із яких було госпіталізовані до двох міських лікарень (№ 2 та № 3) м. Горлівки. Згодом п'ятьох осіб було переведено на лікування до Донецького обласного клінічного територіального медичного об'єднання ім. Калініна. У той же час Голова Донецької ОДА Андрій Шишацький повідомив про 21-ну госпіталізовану особу. Наступного дня за медичною допомогою звернулось ще 2 працівників заводу, яких госпіталізували до лікарні, а ще один робітник одержує медичну допомогу амбулаторно — таким чином загальна кількість потерплих досягла двадцяти п'яти, а стан одного з госпіталізованих раніше погіршився, і його було переведено до реанімації. Надвечір 7 серпня загальна кількість постраждалих зросла до двадцяти шести: було госпіталізовано ще одну особу. Вранці 8 серпня у Горлівській лікані помер робітник, який перебував у важкому стані, і загальна кількість загиблих зросла до шести осіб. Усіх інших постраждалих було переведено до лікарень Донецька
Виконавчий комітет Горлівської міської ради оголосив 8 серпня днем жалоби у місті.

### Російсько-українська війна

#### Війна на Донбасі
У 2014 році місто опинилося в епіцентрі подій Війни на Донбасі. Перша атака проросійських терористичних сил у Горлівці сталася 12 квітня, коли бойовики прибули до будівлі міського управління міліції о 20:00 12 квітня з метою заволодіти зброєю, якої за словами представника міліції там немає. Спроба була припинена співробітниками міліції на чолі з Андрієм Крищенком 14 квітня 2014 сепаратисти здійснили другу спробу захоплення відділення міліції в Горлівці, яка виявилася вдалою. Операцією керував чоловік у камуфляжі, який повідомив, що він з Сімферополя і представився підполковником російської армії, пред'явивши російський паспорт. Частина горлівської міліції перейшла на бік сепаратистів. Пізніше стало відомо, що у захопленні райвідділку міліції брали участь колишні злочинці На вході до будівлі було вивішено російський прапор. 17 квітня в Горлівці терористи викрали депутата міськради від партії «Батьківщина» Володимира Рибака, який нещодавно зірвав прапор так званої «Донецької народної республіки» з будівлі Горлівської міськради. 22 квітня його тіло було знайдено в річці Казенний Торець біля смт Райгородок Донецької області з ознаками насильницької смерті і було упізнано дружиною. Разом із ним був знайдений ще один чоловік, якого одразу не вдалось впізнати, проте пізніше було встановлено його особу — це був студент Юрій Поправка. За повідомленням прес-служби МВС «Причина смерті обох загиблих — комбінована травма тіла внаслідок тортур, з подальшим утопленням ще живих непритомних потерпілих». За наявними у слідства даними, до тортур і вбивства цих людей причетні представники сепаратистського угруповання, яке захопило будівлю СБУ в місті Слов'янську.
15 листопада 2014 року бойовиками було захоплено виробниче приміщення заводу «Реахім». Зранку 9 грудня відзначено поблизу Горлівки потрапляння українською артилерією в один з вогневих артилерійських терористичних підрозділів, знищено та виведено з ладу щонайменше 2 установки РСЗВ «Ураган», 2 гаубиці Д-30, ліквідовано 4 вантажні автомобілі з набоями, є серед втрати серед бойовиків. Загалом 8 грудня через безтямне обстрілювання бойовиками міста загинуло шість та поранено трьох місцевих мешканців. Після цього у Горлівці відбувається акція протесту — мешканці виходять з вимогами до терористів, аби вони негайно залишили місто, мітинг було розігнано пострілами із стрілецької зброї. 21 січня 2015 року поблизу Горлівки терористи втратили 25 убитими та понад 30 пораненими. Також українські сили знищили 1 танк, 2 БРДМ й 2 БТР. Окрім того, танкіст терористичних сил, відступаючи, розвернувся та почавив терористичну піхоту і протаранив 2 БРДМ-и. Серед втрат ЗСУ — молодший сержант 17-го мотопіхотного батальйону Артем Пойда, лейтенант Андрій Ільїн. Того дня від безладного обстрілу проросійськими терористами міста загинуло троє містян, ще 13 поранені, серед них — двоє дітей. У січні 2015 року Збройні сили України втрачають контроль над блокпостом «Красний Партизан». Лейтенант Андрій Колісник скласти зброю і потрапити до полону відмовився, і загинув з побратимами. У результаті атаки бойовиків, четверо українських воїнів загинуло, 9 потрапило до полону.
9 січня 2016 року поблизу селища Зайцеве біля Горлівки під вогонь російських терористів потрапив цивільний автомобіль, поранення зазнала місцева мешканка. Станом на початок 2017 року українські сили утримували околиці Горлівки на заході і півночі міста. 6 травня 2018 року у бою під Горлівкою ліквідовано 3 терористів силами 24-ї бригади, 1 український вояк загинув, двох поранено. 8 травня 2018 року силами 1-го механізованого батальйону та розвідувальної роти 24 ОМБр було взято під контроль смт Південне та його східну околицю Чигирі. Противник намагався витиснути підрозділи ЗСУ, але поніс значні втрати: близько 15 осіб вбитими та пораненими. 29 серпня 2019 року штурмова група полку НГУ «Азов» знищила опорний пункт «Яблоня» 3-ї мотострілецької бригади російських окупаційних військ на Донбасі в селі Зайцеве. 19–21 лютого 2021 року під Горлівкою знову спалахнули запеклі бої. За даними ЗСУ, проросійські сили п'ять разів порушили режим припинення вогню та отримали відповідь від Збройних сил України. Бійці 503-го батальйону 35-ї окремої бригади морської піхоти ВМС ЗСУ в районі шахти «Південна» і населеного пункту Торецьк під Горлівкою вогнем у відповідь завдали шкоди ворогові. Офіцер ЗСУ Анатолій Штефан (позивний Штірліц) повідомив, що українські військові під Горлівкою знищили семеро супротивників.

#### Повномасштабне російське вторгнення
До початку широкомасштабного вторгнення Росії Горлівка підійшла в російській окупації. Готуючись до поновлення активної фази бойових дій, в середині лютого російські війська влаштовують провокації, під приводом яких оголошують у Горлівці та окупованій частині Донбасу загалом незаконну примусову "мобілізацію" до лав діючих в регіоні незаконних терористичних збройних формувань. Вночі з 1 на 2 березня 2022 року, за повідомленням депутата Київської міської ради Олександра Погребиського, 95 ОДШБр військ ЗСУ змогла зайти в Горлівку і взяти під контроль частину міста. Проте, закріпитися на цих позиціях не вдалося. У подальшому, Збройні сили України почали уражати військові об'єкти російських військ на території міста. 13 червня було нанесено удар по складам боєприпасів.